# Lochetica westoni
Lochetica westoni là một loài tò vò trong họ Ichneumonidae.